# Dicrostonyx nelsoni
Dicrostonyx nelsoni är en däggdjursart som beskrevs av Clinton Hart Merriam 1900. Dicrostonyx nelsoni ingår i släktet halsbandslämlar och familjen hamsterartade gnagare. IUCN kategoriserar arten globalt som livskraftig. Inga underarter finns listade.
Denna halsbandslämmel förekommer i västra Alaska, på några öar i Berings sund och på östra Aleuterna. Populationen på St. Lawrence Island listades tidvis som självständig art, Dicrostonyx exsul. Nyare taxonomiska avhandlingar och IUCN inkluderar den som synonym i Dicrostonyx nelsoni. Habitatet utgörs av den arktiska tundran.
Arten blir med svans 10,8 till 14,2 cm lång, svanslängden är 1,1 till 2,1 cm och vikten varierar mellan 45 och 55 g. Pälsen på ovansidan är huvudsakligen gråbrun och vid varje öra kan det finnas en rödaktig fläck. Flera exemplar har en mer eller mindre tydlig mörk och längsgående strimma på ryggens topp. Vinterpälsen är vit. De röda fläckarna är ibland sammanlänkade till en rödaktig krage.
Dicrostonyx nelsoni äter olika växtdelar som blad, blommor, unga växtskott, rötter, örter och halvgräs. Vinterfödan består främst av delar från växter som tillhör videsläktet. Arten kan vara aktiv på dagen och på natten. Antagligen sker fortplantningen under alla årstider. Efter ungefär 20 dagar dräktighet föds upp till 8 ungar per kull.